# Lista de personagens de The Mandalorian
The Mandalorian, uma série de televisão via web de faroeste espacial americana ambientada no universo de Star Wars criada por Jon Favreau e lançada no Disney+, apresenta um extenso elenco de personagens. Desde a estreia do programa em 12 de novembro de 2019, apenas um personagem apareceu em cada episódio: o protagonista e personagem-título, um caçador de recompensas conhecido principalmente como "O Mandaloriano" (Din Djarin). Grogu (A Criança) é um jovem alienígena da mesma espécie do personagem de Star Wars, Yoda, e o personagem popular da série, coloquialmente conhecido entre os fãs e escritores como "Baby Yoda".
Vários personagens coadjuvantes apareceram em pelo menos três episódios da primeira temporada de The Mandalorian. Estes incluem aliados do Mandaloriano, como Cara Dune, Greef Karga, IG-11, Kuiil e A Armeira. Os principais vilões da série pertencem a um remanescente do Império Galáctico, que é liderado por Moff Gideon e inclui agentes como O Cliente e Dr. Pershing. Um punhado de personagens convidados fez aparições em episódios únicos, incluindo aldeões do planeta Sorgan em "Chapter 4: Sanctuary", um bando de mercenários em "Chapter 6: The Prisoner", e vários antagonistas menores.

## Elenco
Indicadores da lista
Esta seção mostra personagens que aparecerão ou apareceram em pelo menos uma temporada da série.

### Estrelando
| Artista              | Personagem     | Temporadas   | Temporadas   | Temporadas   |
| Artista              | Personagem     | 1ª temporada | 2ª temporada | 3ª temporada |
| -------------------- | -------------- | ------------ | ------------ | ------------ |
| Pedro Pascal         | O Mandaloriano | Principal    | Principal    | Principal    |
| Vários marionetistas | Grogu          | Principal    | Principal    | Principal    |

### Estrelas recorrentes
Os seguintes membros do elenco foram creditados como co-estrelas em pelo menos dois episódios dentro de uma temporada.
| Artista             | Personagem     | Temporadas            | Temporadas   | Temporadas   |
| Artista             | Personagem     | 1ª temporada          | 2ª temporada | 3ª temporada |
| ------------------- | -------------- | --------------------- | ------------ | ------------ |
| Carl Weathers       | Greef Karga    | Recorrente            | Destaque     | Confirmado   |
| Werner Herzog       | O Cliente      | Recorrente            |              |              |
| Omid Abtahi         | Dr. Pershing   | Recorrente            | Recorrente   |              |
| Nick Nolte (voz)    | Kuiil          | Recorrente            |              |              |
| Taika Waititi (voz) | IG-11          | Recorrente            |              |              |
| Gina Carano         | Cara Dune      | Recorrente            | Recorrente   |              |
| Giancarlo Esposito  | Moff Gideon    | Recorrente            | Recorrente   | Confirmado   |
| Emily Swallow       | A Armeira      | Recorrente            |              |              |
| Amy Sedaris         | Peli Motto     | Participação especial | Recorrente   | Confirmada   |
| Temuera Morrison    | Boba Fett      | Dublê de corpo        | Recorrente   |              |
| Misty Rosas         | Dona Sapa      | Dublê de corpo        | Recorrente   |              |
| Mercedes Varnado    | Koska Reeves   |                       | Recorrente   |              |
| Katee Sackhoff      | Bo-Katan Kryze |                       | Recorrente   | Confirmada   |
| Ming-Na Wen         | Fennec Shand   | Participação especial | Recorrente   |              |

### Co-estrelas
Os seguintes membros do elenco foram creditados como co-estrelando em um único episódio dentro de uma temporada em que desempenham um papel significativo.
| Artista              | Personagem       | Temporadas            | Temporadas            | Temporadas   |
| Artista              | Personagem       | 1ª temporada          | 2ª temporada          | 3ª temporada |
| -------------------- | ---------------- | --------------------- | --------------------- | ------------ |
| Jake Cannavale       | Toro Calican     | Participação especial |                       |              |
| Mark Boone Junior    | Ranzar Malk      | Participação especial |                       |              |
| Bill Burr            | Migs Mayfeld     | Participação especial | Participação especial |              |
| Natalia Tena         | Xi'an            | Participação especial |                       |              |
| Clancy Brown         | Burg             | Participação especial |                       |              |
| Richard Ayoade (voz) | Q9-0             | Participação especial | Participação especial |              |
| Ismael Cruz Córdova  | Qin              | Participação especial |                       |              |
| John Leguizamo (voz) | Gor Koresh       |                       | Participação especial |              |
| Timothy Olyphant     | Cobb Vanth       |                       | Participação especial |              |
| Simon Kassianides    | Axe Woves        |                       | Participação especial |              |
| Titus Welliver       | Capitão Imperial |                       | Participação especial |              |
| Horatio Sanz         | Mythrol          | Participação          | Participação especial |              |
| Michael Biehn        | Lang             |                       | Participação especial |              |
| Rosario Dawson       | Ahsoka Tano      |                       | Participação especial |              |
| Diana Lee Inosanto   | Morgan Elsbeth   |                       | Participação especial |              |
| Mark Hamill          | Luke Skywalker   |                       | Participação especial |              |

### Estrelas convidadas
| Artista                          | Personagem      | Temporadas   | Temporadas   | Temporadas   |
| Artista                          | Personagem      | 1ª temporada | 2ª temporada | 3ª temporada |
| -------------------------------- | --------------- | ------------ | ------------ | ------------ |
| Jon Favreau (voz, não creditado) | Paz Vizsla      | Participação |              |              |
| Julia Jones                      | Omera           | Participação |              |              |
| Isla Farris                      | Winta           | Participação |              |              |
| Asif Ali                         | Caben           | Participação |              |              |
| Eugene Cordero                   | Stoke           | Participação |              |              |
| Rio Hackford                     | Riot Mar        | Participação |              |              |
| Matt Lanter                      | Davan           | Participação |              |              |
| Dave Filoni                      | Trapper Wolf    | Participação | Participação |              |
| Rick Famuyiwa                    | Jib Dodger      | Participação |              |              |
| Deborah Chow                     | Sash Ketter     | Participação |              |              |
| Paul Sun-Hyung Lee               | Carson Teva     |              | Recorrente   |              |
| Wing Tao Chao                    | Governador Wing |              | Participação |              |
| Richard Brake                    | Valin Hess      |              | Participação |              |
| Matthew Wood                     | Bib Fortuna     |              | Participação |              |

## Personagens principais

### O Mandaloriano

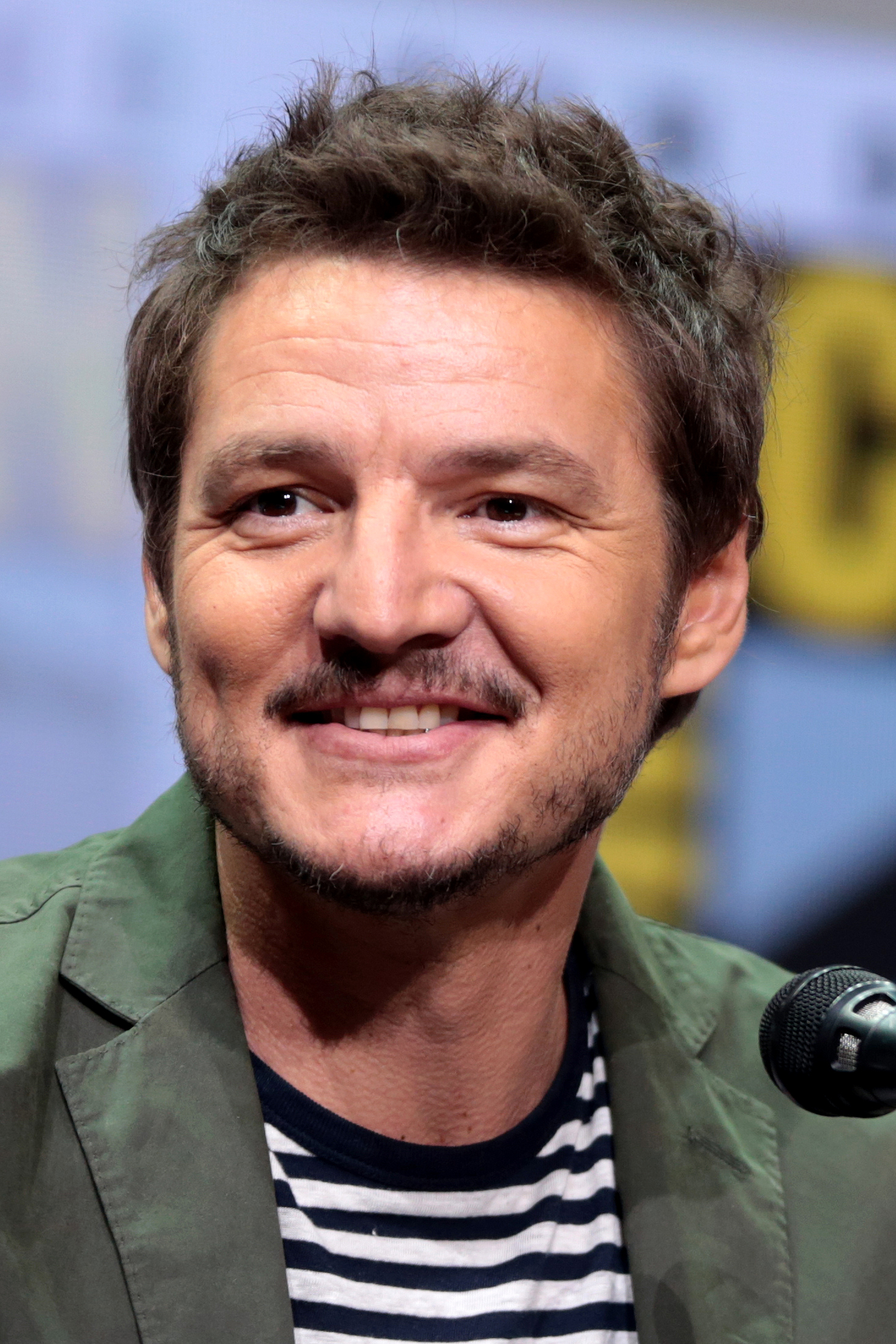
Pedro Pascal interpreta e dubla o personagem-título de The Mandalorian.

O Mandaloriano, às vezes abreviado como Mando, é um apelido para Din Djarin, o protagonista da série de televisão The Mandalorian. Introduzido como um caçador de recompensas, ele é um membro da cultura Mandaloriana, como evidenciado por sua armadura beskar e seu capacete distinto, que ele nunca remove na frente de ninguém. Ele era um "enjeitado" que foi resgatado ainda jovem pelos Mandalorianos e adotado em sua cultura antes dos eventos da série, depois que seus pais foram assassinados por droides de batalha Separatistas durante as Guerras Clônicas, que resultou em seu ódio intenso por droides. Na série de televisão, o Mandaloriano encontra um jovem alienígena conhecido como "A Criança", a quem ele tenta proteger de um remanescente do agora caído Império Galáctico.
O Mandaloriano é interpretado e dublado por Pedro Pascal, e os dublês Brendan Wayne e Lateef Crowder atuam como dublês quando Pascal não está disponível. Pascal citou Clint Eastwood como uma influência no personagem, e muitas comparações foram feitas entre o Mandaloriano e o Homem Sem Nome de Eastwood. O criador de The Mandalorian, Jon Favreau, sugeriu que Pascal assistisse aos filmes de samurai de Akira Kurosawa e Spaghetti Westerns de Eastwood como preparação para o papel. O personagem Mandaloriano e a atuação de Pascal foram bem recebidos pelo público e pela crítica.

### Grogu
Grogu, também conhecido como "A Criança" e coloquialmente referido pelos fãs e pela mídia como "Baby Yoda", é um jovem alienígena da mesma espécie do popular personagem de Star Wars, Yoda. Apesar de ter 50 anos, ele ainda é uma criança para os padrões de sua espécie, e embora ele ainda não possa falar, ele demonstra uma forte habilidade natural com a Força. Um remanescente do Império Galáctico liderado por Moff Gideon está procurando a criança para extrair seu sangue para os experimentos secretos do Dr. Pershing; o caçador de recompensas conhecido como "O Mandaloriano" é contratado para rastrear Grogu. Em vez de entregá-lo, no entanto, o Mandaloriano tenta proteger a criança dos Imperiais. No final da primeira temporada, a criança é adotada na cultura Mandaloriana como um "enjeitado", e o Mandaloriano é encarregado de reunir a criança com outros de sua espécie.
A criança tem sido muito popular entre os fãs e críticos, tornando-se o personagem popular do programa, e o assunto de muitos memes da Internet. O personagem foi concebido por Jon Favreau a partir do desejo de explorar o mistério em torno de Yoda e sua espécie, e foi desenvolvido nas primeiras conversas sobre a série entre Favreau e o produtor executivo Dave Filoni. A criança é principalmente uma criação de animatrônica e marionetes, embora acentuada com imagens geradas por computador. Ele é dublado pelo editor de som David Acord com a ajuda de vários efeitos sonoros. O The Guardian chamou Baby Yoda de "o maior novo personagem de 2019" e muitos o descreveram como uma parte fundamental do sucesso do serviço de streaming Disney+.